# Nicolas de Sion
Nicolas de Sion ou Nicolas Sionite, né en Lycie et mort à Myre le 10 décembre 564, est un religieux chrétien, fondateur et archimandrite d'un monastère de la Sainte-Sion, aujourd'hui disparu, et évêque de Pinara.  
Vénéré comme saint et sujet d'une Vita composée peu après sa mort, son hagiographie et les légendes développées à son sujet se sont progressivement confondues avec celles relatives à Nicolas de Myre pour forger la série de récits et de miracles traditionnellement attribués au personnage de Saint Nicolas. 

## Biographie

### Sources
Les éléments biographiques concernant la vie de Nicolas de Sion sont connus par la Vita qui lui est consacrée — la Vita Nicolai Sionitae  —, une hagiographie composée en grec à la fin du VIe siècle ou au VIIe siècle par un membre de son entourage sur base d'archives conservées au monastère de la Sainte-Sion et de ses propres souvenirs. Le récit coloré, rédigé dans une langue extrêmement populaire, influencé par le Nouveau Testament et les Psaumes, propose de nombreux détails de la vie quotidienne des villages de Lycie et témoigne de la mentalité religieuse byzantine du VIe siècle.  

### Éléments biographiques

Principaux sites antiques de Lycie

Nicolas naît dans le village lycien de Pharroa. Lorsqu'il atteint l'âge de 19 ans, un de ses oncles maternels, lui même prénommé Nicolas et qui est évêque du siège métropolitain de Myre, lui confie un monastère en cours d'érection situé dans le village de Tragalassos, près de Karabel, dans les montagnes à proximité de Myre. Il l'ordonne d’abord lecteur, puis, lorsque l’ensemble de l’établissement est construit, il l’ordonne prêtre et le nomme higoumène du lieu, faisant de son compagnon Attémas le deutérarios du monastère. 
Certaines traditions font de Nicolas lui-même le fondateur de ce monastère de la Sainte-Sion (῾Αγία Σιών) — dont, pour les historiens, la création est à situer entre 541 et 565 — où ses deux frères le rejoignent bientôt comme disciples. Le nom du monastère est probablement influencé par les voyages qu'il effectue à deux reprises à Jérusalem, qui attestent par ailleurs des étroites connexions qui liaient alors la Lycie et la Palestine. Le monastère de la Sainte-Sion, qui était toujours en activité à la fin du VIIIe siècle, reçoit des dons importants qui constituent un « trésor de Sion », composé notamment de somptueux meubles en argent, vraisemblablement emporté et enfoui près de Kumluca par des pillards arabes avant qu'il soit exhumé lors de fouilles archéologiques en 1963. 

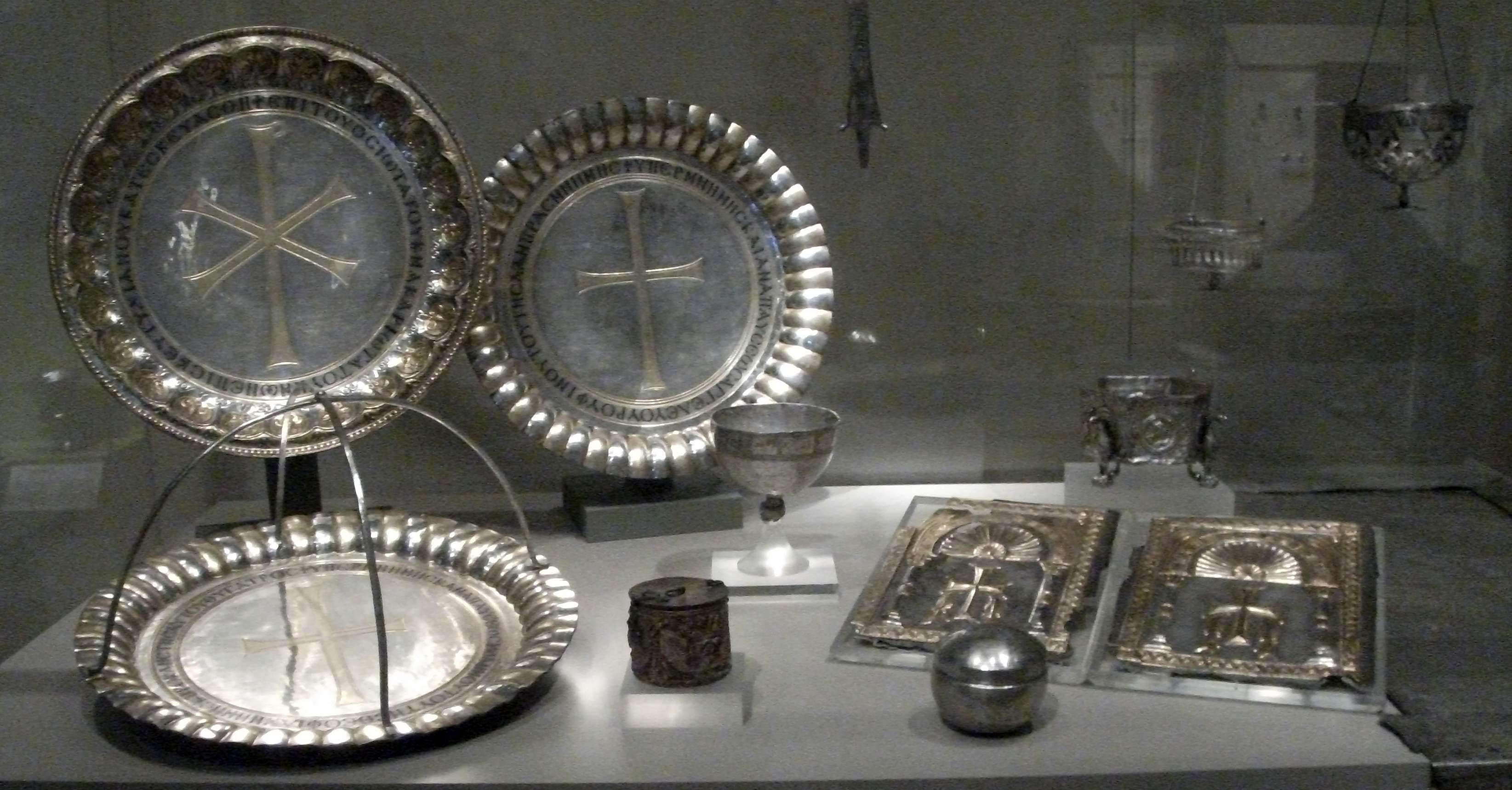
Éléments du « Trésor de Sion », conservés dans les collections byzantines de Dumbarton Oaks

À la fin de sa vie, Nicolas est ordonné évêque de la cité de Pinara, située à l'ouest de la Lycie, où Nicolas de Myre a vu le jour au IVe siècle. Comme son devancier, Nicolas de Sion meurt à Myre le 10 décembre 564.  

### Saint Nicolas
Sa Vita rapporte entre autres détails ses périlleux voyages en mer ainsi que la description de la « Peste de Justinien », une épidémie qui ravage l'Empire romain à partir des années 540, mais atteste également d'une visite que l'archimandrite de Sainte-Sion fait à Myre au tombeau de l'évêque Nicolas, mort en 345.  
À partir du Xe siècle, les miracles qui étaient attribués à Nicolas de Sion — notamment l'épisode de l’abattage d'un arbre dédié à une idole ou ceux relatifs à la protection de marins — sont repris par les hagiographies dédiées à son homonyme et le culte des deux saints se confond progressivement pour forger la série de récits et de miracles attribués au personnage traditionnellement célébré lors de la fête de Saint Nicolas, dans lequel Nicolas de Sion s'estompe peu à peu, « englouti » par son illustre prédécesseur.